# Fred Holmes (Tauzieher)
Frederick William „Fred“ Holmes (* 9. August 1886 in Cosford; † 9. November 1944 in London) war ein britischer Tauzieher.

## Erfolge
Fred Holmes war Polizist bei der City of London Police und nahm an den Olympischen Spielen 1920 in Antwerpen teil. Bei diesen trat er gemeinsam mit George Canning, Frederick Humphreys, Edwin Mills, John Sewell, James Shepherd, Harry Stiff und Ernest Thorne an. Die Mannschaft, die ausschließlich aus Polizisten der City of London Police bestand, besiegte nacheinander die Mannschaften der Vereinigten Staaten, Belgiens und der Niederlande mit jeweils 2:0, womit Holmes und seine Mitstreiter als Olympiasieger die Goldmedaille erhielten. Nach seiner Karriere bei der Polizei ließ er sich in Hadleigh nieder.